# Balotaszállás
Balotaszállás – wieś i gmina w południowej części Węgier, w pobliżu miasta Kiskunhalas.
Miejscowość leży na obszarze Wielkiej Niziny Węgierskiej, w komitacie Bács-Kiskun, w powiecie Kiskunhalas.
Gmina Balotaszállás liczy 1541 mieszkańców (2009) i zajmuje obszar 104,94 km².